# Éclipse lunaire du 19 novembre 2021
| Éclipse partielle de Lune du 19 novembre 2021                                                                               | Éclipse partielle de Lune du 19 novembre 2021 |
| --- | --------------------------------------------- |
| La Lune passe d'ouest en est (droite à gauche) dans l'ombre de la Terre. Le nord de l'écliptique (trait jaune) est en haut. |                                               |
| Gamma | -0,4552                                       |
| Magnitude | 0,9742                                        |
| Localisation | Océanie, Océan Pacifique, Amérique du Nord    |
| Saros (membre de la série)                                                                                                  | 126 (46 sur 72)                               |
| Durée (h:min:s) |                                               |
| Phases partielles | 3 h 28 min 23 s                               |
| Phases pénombrales | 6 h 1 min 29 s                                |
| Contacts (UTC) |                                               |
| P1 | 6:02:09                                       |
| U1 | 7:18:41                                       |
| Maximum | 9:02:53                                       |
| U4 | 10:47:04                                      |
| P4 | 12:03:38                                      |
| Le PDF du tableau de la NASA sur cette éclipse, voir lien ().                                                               |                                               |

L'éclipse lunaire du 19 novembre 2021 est une éclipse partielle de Lune.
Elle a lieu lors d'une micro lune.

## Particularité
Avec une magnitude de plus de 97 %, la phase partielle de contact avec l'ombre de la Terre est remarquablement longue. Avec près de 3 heures et 30 minutes, cette éclipse lunaire partielle est la plus longue depuis 1440 et jusqu'à 2669.
Ce résultat est à relativiser, car cela concerne une éclipse partielle. Une éclipse lunaire totale comme celle du 8 novembre 2022 aura une période de contact avec l'ombre de la Terre de près de 3 heures et 40 minutes.

## Visibilité
Cette éclipse est visible depuis l'Asie, l'Australie, l'Océanie, l'Amérique du Nord, et l'Amérique du Sud.

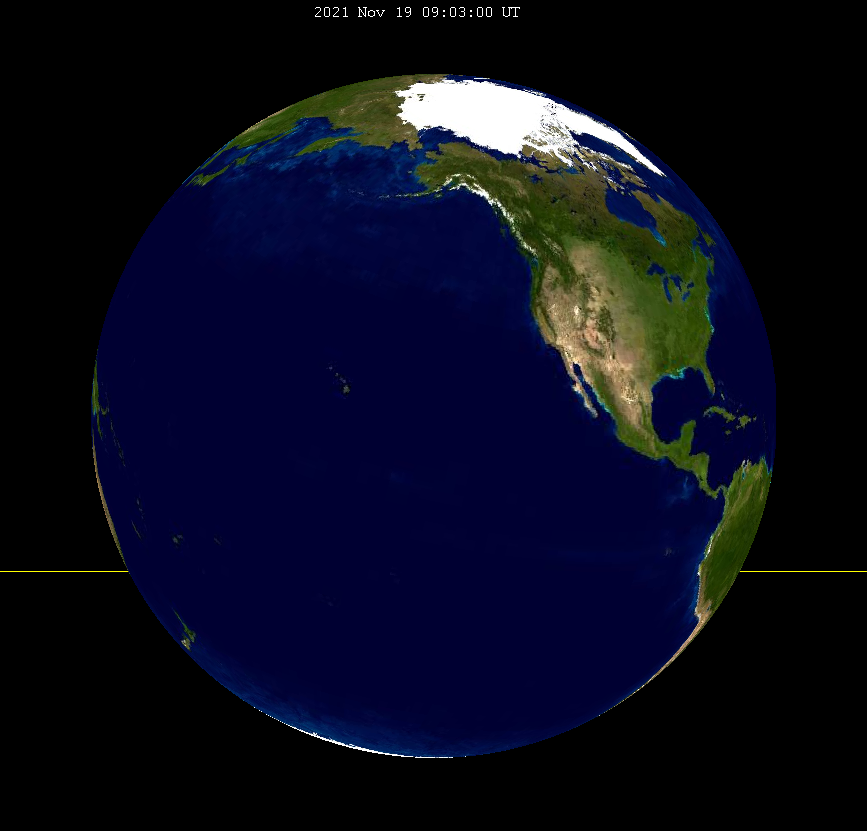
Vue de la Terre à partir de la Lune
durant le maximum de l'éclipse.

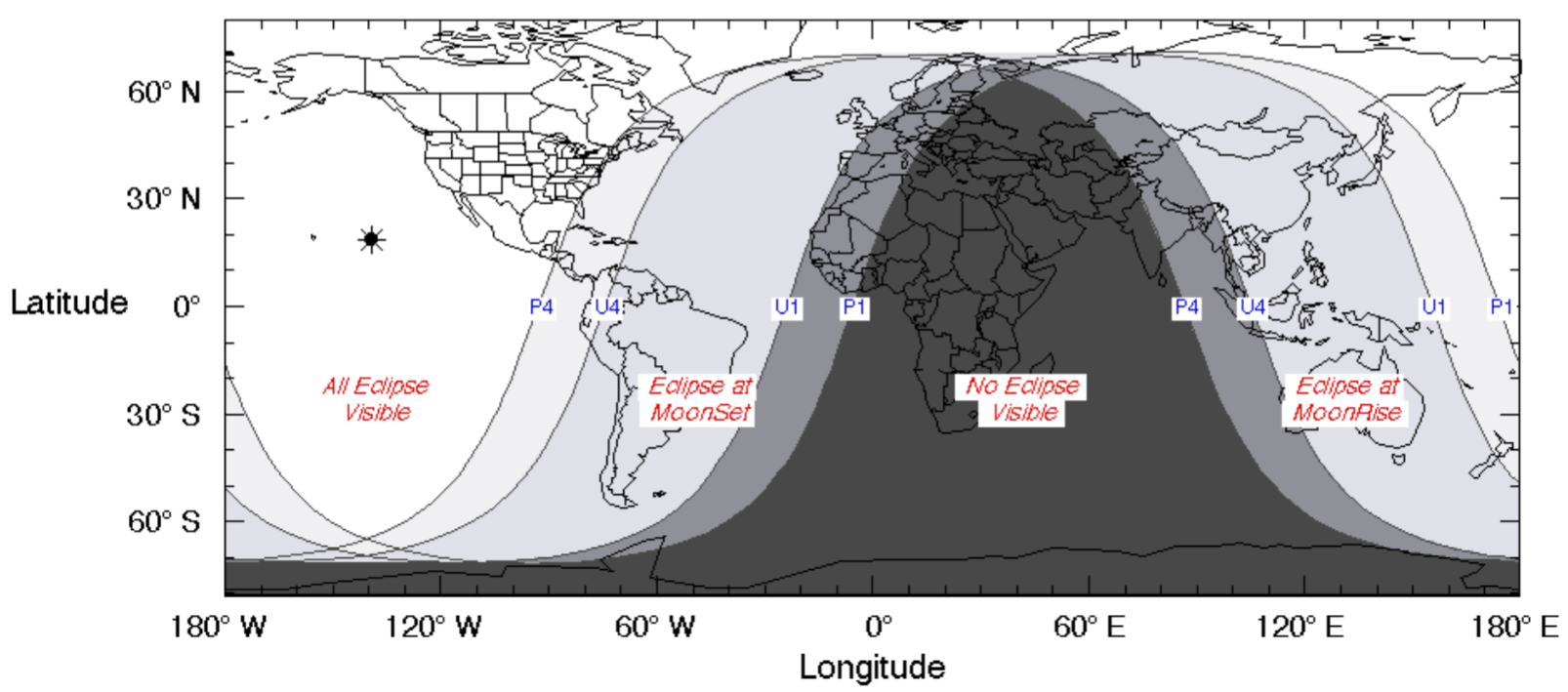
Carte mondiale de visibilité de cette éclipse.

## Galerie

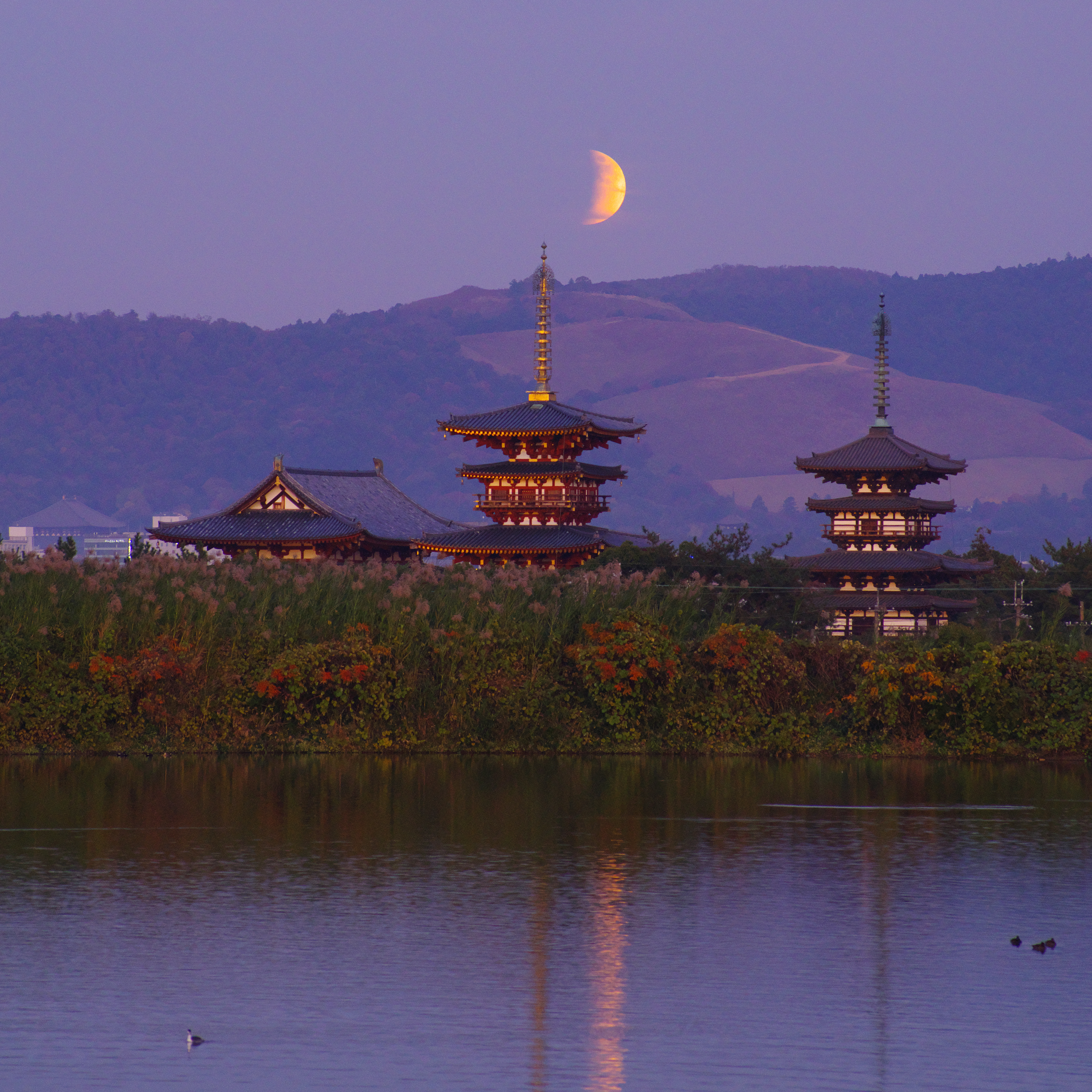
L'éclipse vue de Nara, Japon. (à 17h03 UTC+9h00)
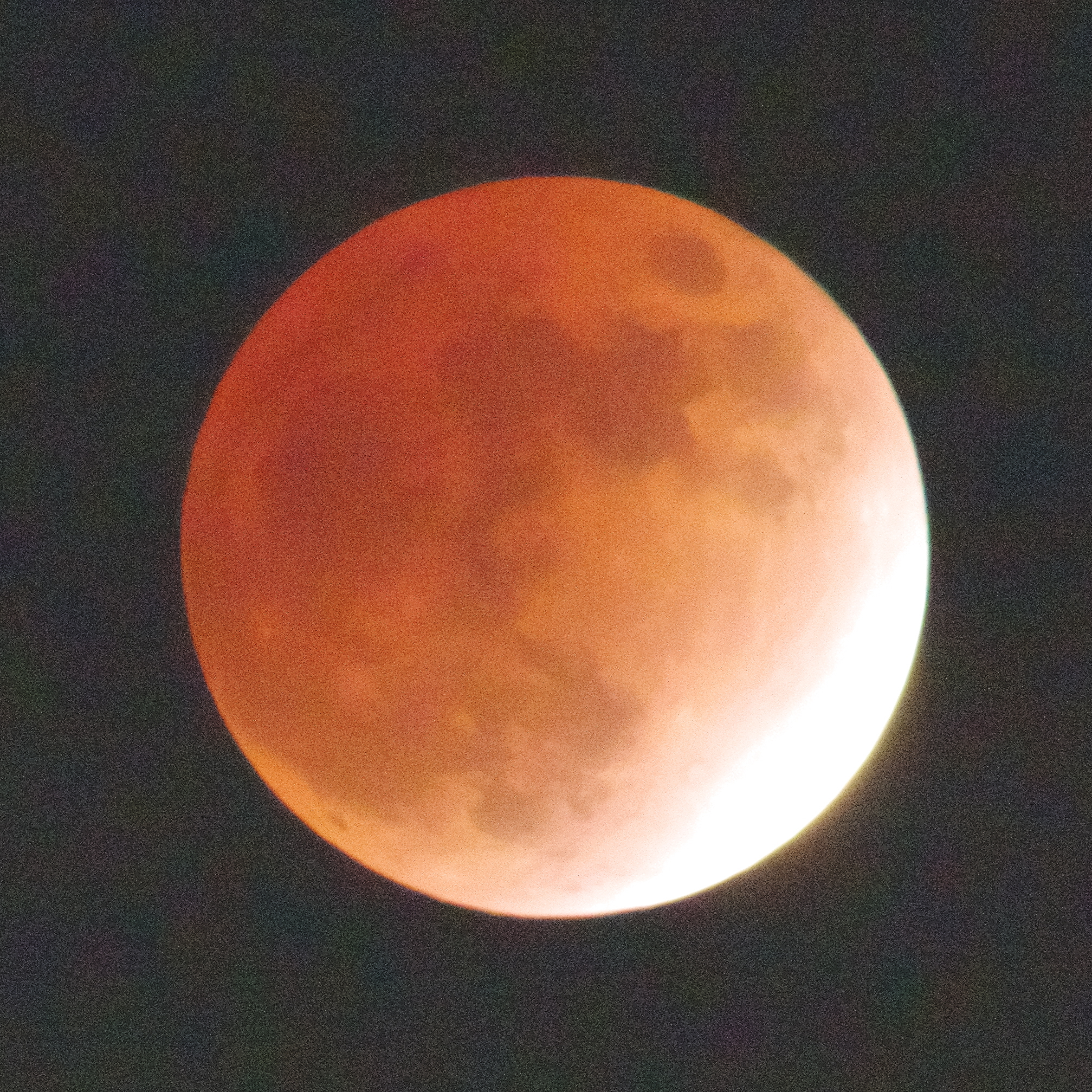
La Lune vue de Nara, Japon. (à 17h51 UTC+9h00)